# Mandeville (Jamaica)
Mandeville es la capital y la mayor ciudad de la parroquia de Mánchester, en el sur de Jamaica, dentro del condado de Middlesex ubicándose en el centro del territorio jamaiquino.

## Población
La población de esta ciudad jamaiquina se encuentra compuesta por un total de 48.317 personas, según las cifras que arrojaron el censo llevado a cabo en el año 2010.